# Alfred Gottschalk (Biochemiker)
Alfred Gottschalk (* 22. April 1894 in Aachen; † 4. Oktober 1973 in Tübingen) war ein deutsch-australischer Biochemiker. Er war gemeinsam mit Frank Macfarlane Burnet Entdecker der Neuraminidase sowie führender Experte in der Glykoprotein-Forschung.

## Leben
Gottschalk studierte Medizin in München, Freiburg und Bonn, unterbrochen vom Dienst als Feldarzt im Ersten Weltkrieg, wofür er das Eiserne Kreuz erhielt, und wurde 1920 in Bonn promoviert. Als Post-Doktorand war er in Würzburg und Frankfurt. Danach war er am Kaiser-Wilhelm-Institut für Biochemie bei Carl Neuberg und ab 1926 Direktor der chemischen Abteilung am Allgemeinen Krankenhaus in Stettin. Gottschalk heiratete 1923 Lisbeth Orgler. Das Paar hatte einen Sohn.
1934 verlor er nach der Machtergreifung der Nationalsozialisten wegen seiner jüdischen Wurzeln seine Anstellung und arbeitete fortan als niedergelassener Arzt. Er war kurze Zeit im KZ Oranienburg interniert. 1939 emigrierte er vor den Nationalsozialisten über England nach Australien. Er arbeitete dort als Biochemiker am Walter and Eliza Hall Institute in Melbourne und forschte gemeinsam mit Frank Macfarlane Burnet zur Neuraminidase und zu Glykoproteinen. Er lehrte am Melbourne Technical College und danach an der University of Melbourne. Ab 1959 war er an der Australian National University (John Curtin School of Medical Research) tätig. Er war Mitglied der Australian Academy of Sciences (1954) und der American Association for the Advancement of Science.
1962 erlitt Gottschalk einen körperlichen Überfall. Im darauffolgenden Gerichtsprozess wurden ihm Unzüchtigkeit (eine historische Klausel für Homosexualität) vorgeworfen, und sein Angreifer trotz Geständnis freigesprochen. Daraufhin kehrte Alfred Gottschalk 1963 nach Deutschland zurück, wo er in Tübingen Gastwissenschaftler am Max-Planck-Institut für Virusforschung war und „Auswärtiges Wissenschaftliches Mitglied“ des Max-Planck-Instituts wurde.

## Ehrungen
Gottschalk wurde die Ehrendoktorwürde der Universität Melbourne und der Universität Münster verliehen. Ihm zu Ehren ist die Gottschalk-Medaille für medizinische Forschung der Australian Academy of Sciences benannt.

## Schriften
- als Herausgeber: Glycoproteins. Their Composition, Structure and Function (= Biochimica et Biophysica Acta. BBA Library. 5, ISSN 0067-2734). Elsevier Amsterdam u. a. 1966.